# Saint-Boingt
Saint-Boingt è un comune francese di 81 abitanti situato nel dipartimento della Meurthe e Mosella nella regione del Grand Est.

## Società

### Evoluzione demografica
Abitanti censiti